# Jaromír Hanzlík

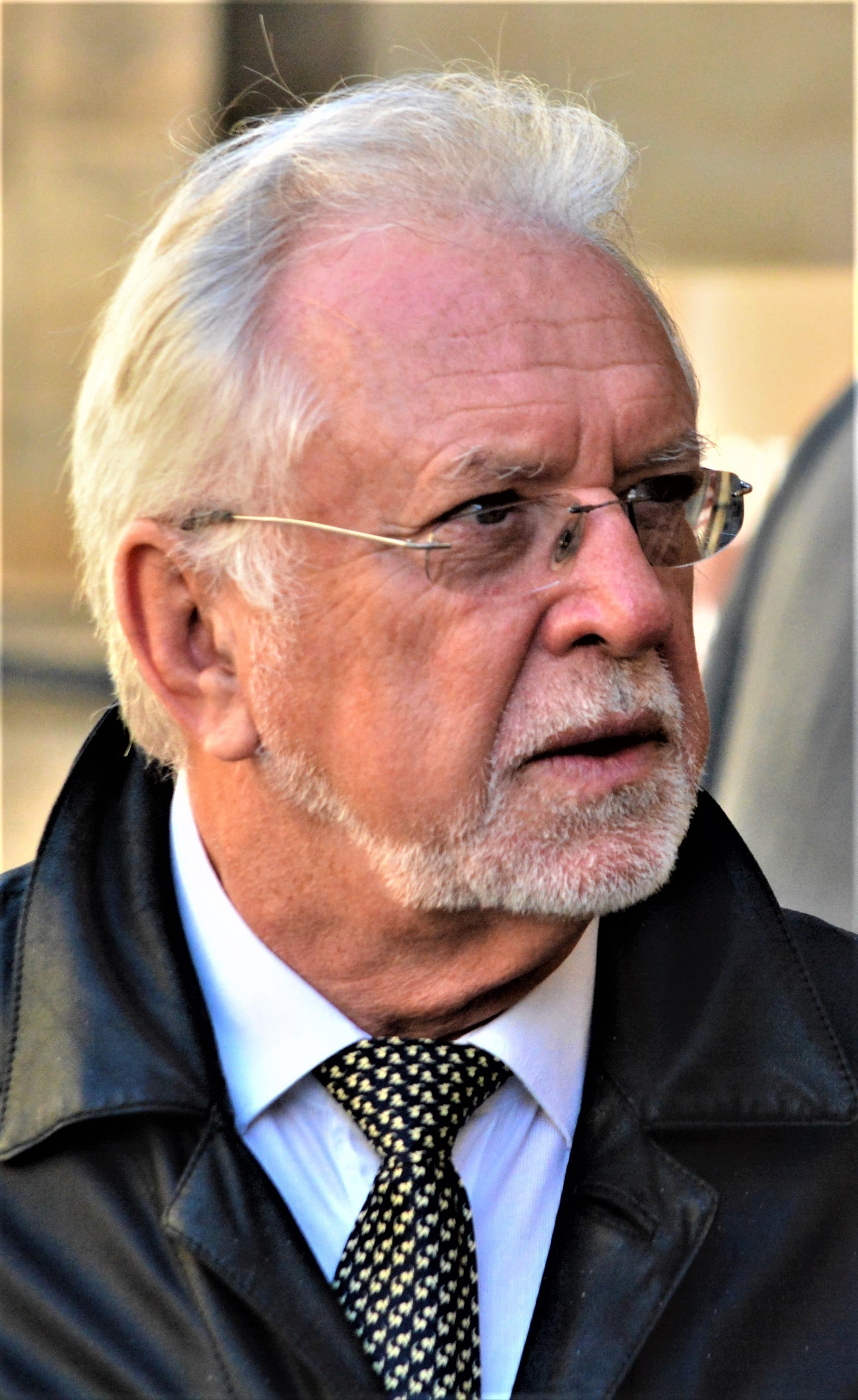
Jaromír Hanzlík năm 2019

Jaromír Hanzlík (sinh ngày 16 tháng 2 năm 1948 tại Český Těšín) là một diễn viên hoạt động trong lĩnh vực sân khấu, điện ảnh và truyền hình Tiệp Khắc (trước đây) - nay là Cộng hòa Séc.

## Tiểu sử và sự nghiệp

### Vai diễn trên sân khấu
- 1967 Karel Čapek: Người mẹ, role jednoho ze synů, režie Luboš Pistorius (v hlavní roli Olga Scheinpflugová j. h. – její poslední divadelní role)
- 1970 Fráňa Šrámek: Ánh trăng trên sông, Vilík, režie Jaroslav Dudek
- 1971 Molière: Lão hà tiện, Kleant, režie Jaroslav Dudek
- 1971 William Shakespeare: Mnoho povyku pro nic, Beneš, režie František Štěpánek
- 1972 Karel Čapek: Loupežník, titul. role, režie František Štěpánek
- 1975 Aleksey Konstantinovich Tolstoy: Sa hoàng Fyodor, titul. role, režie P. P. Vasiljev j. h.
- 1976 William Shakespeare: Hamlet, titul.role, režie Jaroslav Dudek
- 1981 Yuly Dunsky, Valery Frid, Aleksandr Mitta: Cháy sáng lên, ngôi sao của tôi, Iskremas, herec, režie Jaroslav Dudek
- 1984 Fyodor Dostoyevsky, J. Karjakin: Tội ác và hình phạt, Raskolnikov, režie Jaroslav Dudek
- 1986 Edmond Rostand: Cyrano de Bergerac, titul. role, režie Jaroslav Dudek
- 1989 Mikhail Bulgakov: Nghệ nhân và Margarita, Ivan Bezprizorný, režie Jaroslav Dudek

### Phim đã tham gia
- Smyčka (2009)
- Nepolepšitelný (2009)
- Muži v říji (2009)
- Áo choàng và cây thủy lạp (2003)
- Nemocnice na kraji města po dvaceti letech (2003)
- Nhân chứng (2002)
- O perlové panně (1997)
- Nesmrtelná teta (1993)
- Bláha và Vrchlická (1991)
- Pilát Pontský, ngày ấy (1991)
- Uzavřený pavilón (1991)
- Motýlí čas (1990)
- Jen o rodinných záležitostech (1990)
- Něžný barbar (1989)
- Konec starých časů (1989)
- Gánh xiếc Humberto (1988)
- Dva na koni, jeden na oslu (1986)
- Synové a dcery Jakuba skláře (1985)
- Případ Platfus (1985)
- My všichni školou povinní (1984)
- Oldřich và Božena (1984)
- Barrandovské nokturno aneb Jak film tančil a zpíval (1984)
- ...a zase ta Lucie (1984)
- Lucie, postrach ulice (1984)
- Xe cứu thương (1984)
- Slavnosti sněženek (1983)
- Tažní ptáci (1983)
- Dobrá voda (1982)
- Postřižiny (1981)
- Jak je důležité míti Filipa (1979)
- Tvář za sklem (1979)
- Tajemství Ocelového města (1978)
- Bệnh viện ở ngoại ô thành phố (1977)
- Ikarův pád (1977)
- Người phụ nữ phía sau quầy (1977)
- Léto s kovbojem (1976)
- O Terezce a paní Madam (1976)
- Mys dobré naděje (1975)
- Dva muži hlásí příchod (1975)
- Làm thế nào để dìm chết lão Tiến sĩ Mráčka, hay Ngày tận thế của lũ thủy quái hồ Bohemia (1974)
- Poslední ples na rožnovské plovárně (1974)
- Lidé z metra (1974)
- Byl jednou jeden dům (1974)
- Một đêm trong lâu đài Karlštejn (1973)
- Pokus o vraždu (1973)
- Dny zrady I., II. (1973)
- Půlnoční kolona (1972)
- Metráček (1971)
- Taková normální rodinka (1971)
- Kateřina và các con (1970)
- Luk královny Dorotky (1970)
- Nevěsta (1970)
- Tuần trăng mật của quỷ sứ (1970)
- Na kolejích čeká vrah (1970)
- Những câu đố bí ẩn (1969)
- Slasti Otce vlasti (1969)
- Žert (1968)
- Danh dự và vinh quang (1968)
- Maratón (1968)
- Nejlepší ženská mého života (1968)
- Naše bláznivá rodina (1968)
- ...ani kapka vojenské krve (1968)
- Zmluva s diablom (1967)
- Những cuộc phiêu lưu của Tom Sawyer (1967)
- Romance pro křídlovku (1966)
- Kočár do Vídně (1966)
- Bloudění (1966)
- Každý mladý muž (1965)
- Con dao Phần Lan (1965)
- Hastrman (1955)